# Rada rodziców

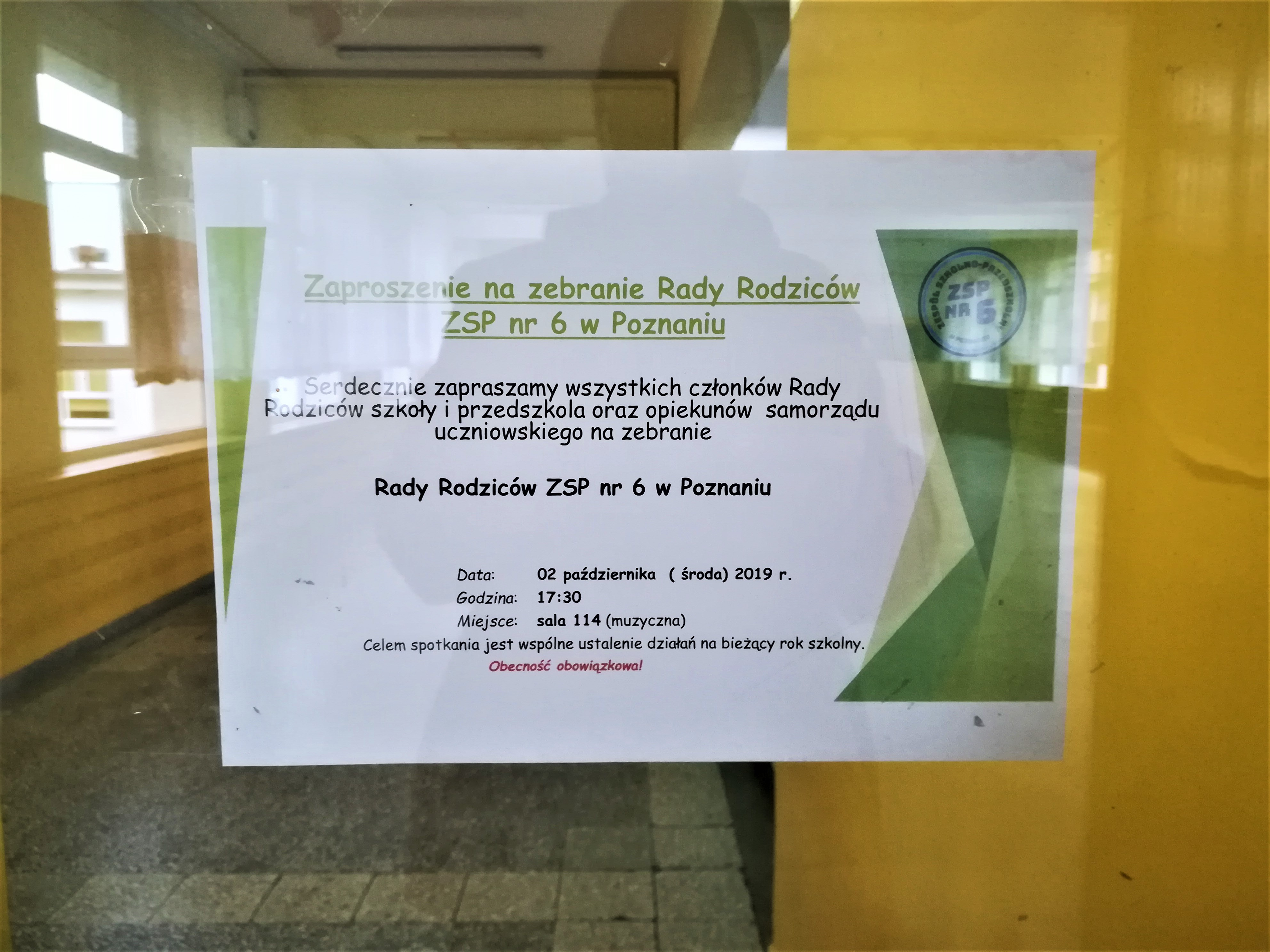
Ogłoszenie rady rodziców z Poznania

Rada rodziców – rodzaj organu szkolnego, który reprezentowany jest przez rodziców uczniów danej szkoły. Rada jest powoływana do współpracy ze szkołą w zakresie wszystkich spraw związanych z jej statutowymi zadaniami dotyczącymi kształcenia oraz funkcjonowania. Rada rodziców może występować z różnymi wnioskami oraz opiniami do dyrektora, rady pedagogicznej czy rady szkoły. Może też ona gromadzić różne fundusze z różnych źródeł w celu wspierania działalności szkoły.
Rada rodziców jest społecznym organem szkoły lub placówki, który reprezentuje ogół rodziców uczniów. Rada rodziców, podobnie jak pozostałe wewnętrzne organy szkoły: dyrektor szkoły, rada pedagogiczna, rada szkoły, samorząd uczniowski, powołana jest do realizacji statutowych zadań szkoły na zasadach i w granicach określonych przez szeroko rozumiane prawo oświatowe, szczególnie w obszarze dydaktyki, wychowania, profilaktyki i organizacji czasu wolnego uczniów. Do najważniejszych (władczych) kompetencji rady rodziców należy uchwalanie autonomicznie własnego regulaminu rady rodziców oraz w porozumieniu z radą pedagogiczną programu wychowawczo-profilaktycznego szkoły lub placówki. Pozostałe kompetencje rady rodziców, jak przedkładanie wniosków i opinii, nadają jej rolę organu o charakterze doradczym w różnych obszarach funkcjonowania szkoły lub placówki. Realizacja kompetencji przez radę rodziców jest prawem i często obowiązkiem. Zasady współpracy rady rodziców w realizacji swoich kompetencji z pozostałymi organami szkoły winny zostać określone w statucie szkoły.   
Rada rodziców może gromadzić fundusze w celu wspierania statutowej działalności szkoły, lecz wydatki powinny mieć charakter nadzwyczajny i niestandardowy, ponieważ za finasowanie statutowej działalności szkoły lub placówki odpowiedzialny jest organ prowadzący.
Rada rodziców nie ogranicza kompetencji pojedynczych rodziców w szkole lub placówce, np. nie pozbawia ich prawa do indywidualnego przedkładania wniosków, skarg i petycji do poszczególnych organów szkoły lub wyłącznie za pośrednictwem rady rodziców. Rodzice uczniów dzięki powołaniu rady rodziców lub rady szkoły nabywają dodatkowych kompetencji umożliwiających większe oddziaływanie na funkcjonowanie szkoły lub placówki, które mogą realizować osobiście lub przez swoich przedstawicieli zasiadających w tych organach.